# Baet Meesago
Baet Meesago is een bestuurslaag in het regentschap Aceh Besar van de provincie Atjeh, Indonesië. Baet Meesago telt 240 inwoners (volkstelling 2010).